# Golfe d'Anadyr
Pour les articles homonymes, voir Anadyr.
Le golfe d'Anadyr ou baie d'Anadyr (en russe : Анадырский залив) est un golfe du Nord-Est  de la Sibérie dans l'Extrême-Orient russe.
Il est situé dans la partie nord-ouest de la mer de Béring et est délimité par le cap Choukotskiy au nord et le cap Navarin au sud. Il est large d'environ 400 km. S'ouvrent également au fond du golfe l'estuaire de l'Anadyr (en), la baie de Providenia et la baie de Krest. Le golfe d'Anadyr est pris par les glaces environ dix mois de l'année.
La ville d'Anadyr, capitale administrative du district autonome de Tchoukotka, est construite sur la rive sud de l'estuaire de l'Anadyr.